# 嚴永濬
嚴永濬（？—？），字宗哲，湖廣岳州府華容縣人，軍籍，明朝政治人物。

## 生平
湖廣鄉試第十二名舉人，成化十四年（1478年）戊戌科二甲第六十五名進士。授戶部主事，升郎中，出為西安府知府，曾疏諫織造采絨，弘治十三年（1500年）升浙江布政使司右參政。

## 家族
曾祖嚴茂仁；祖父嚴麟，戶部主事；父嚴惟昌。

## 其他
傅珪作有《送嚴永濬太守考最還西安》：
秦川郡守汉郎官，冰櫱声华入望寒。
政迹已看书上考，诗名况是满长安。
一番好雨添行色，千里仁风拥去鞍。
寄语郊迎诸父老，暂时借寇若为欢。